# Aereogramme
Aereogramme war eine britische Rockband. Ihre Musik wird dem Alternative/Progressive Rock zugeordnet.

## Geschichte
Aereogramme wurde 1998 in Glasgow gegründet. Nach einigen Singles und EPs erschien 2001 ihr Debütalbum A Story In White. 2003 folgte das nächste Album Sleep and Release. Sie begleiteten live unter anderem Bands wie Idlewild, The Delgados oder The Cooper Temple Clause. 2007 erschien My Heart Has A Wish That You Would Not Go, im gleichen Jahr kündigte man die Auflösung an, spielte jedoch noch die ausstehenden und bereits gebuchten Konzerttermine. Die Gründe für die Auflösung seien komplex, allerdings hätte nicht zuletzt die finanzielle Lage zu der Entscheidung beigetragen, so die Gruppe in einem Beitrag auf ihrer Myspace-Seite. Der letzte Aereogramme-Auftritt fand am 31. August 2007 im Rahmen des Connect-Festivals am Inverary Castle, Schottland, statt.
Mitte August 2009 gaben Sänger Craig B und Gitarrist Iain Cook bekannt, unter dem Namen The Unwinding Hours erneut musikalisch zusammengefunden zu haben. Das Debütalbum The Unwinding Hours erschien in Deutschland am 12. Februar 2010 und enthält Songs, die ursprünglich Solostücke des Sängers Craig B waren.

## Diskografie

### Studioalben
- 2001: A Story in White
- 2003: Sleep and Release
- 2007: My Heart Has a Wish That You Would Not Go

### Singles und EPs
- 1999: Translations
- 1999: Hatred
- 2000: FukdID - Glam Cripple EP
- 2001: White Paw EP
- 2003: Livers & Lungs EP
- 2004: Seclusion EP
- 2006: In the Fishtank 14 (Zusammenarbeit mit Isis)